# Cantón Chone
El cantón Chone es una entidad territorial subnacional ecuatoriana de la provincia de Manabí, administrada por un municipio en sus instancias jurisdiccionales. Su sede y capital es Chone, donde residen todas sus principales instituciones públicas y privadas. El cantón Chone se extiende a lo largo de toda la zona norte y septentrional de la provincia de Manabí, ocupando la mayor proporción territorial de dicha jurisdicción, ubicándose en la zona noroccidental de la región Costa ecuatoriana y en plena línea ecuatorial. Está dividida a nivel hemisférico por dicha principal línea paralela que la sobrevuela encima de un subsuelo productivo, húmedo y tórrido. Oficialmente consta dividida en 9 parroquias: 2 urbanas y 7 rurales. 

## Parroquias
Urbanas
- Chone
- Santa Rita

Rurales
- Canuto
- Convento
- Chibunga
- San Antonio
- Eloy Alfaro
- Ricaurte
- Boyacá

## La Alcaldía de Chone
El burgomaestre o alcalde de San Cayetano de Chone, cuando asume sus funciones, se lo considera además heredero del jefe indio que dominó las zonas actuales de Chone en tiempos precolombinos, por lo que se contempla que el alcalde, en su despacho, ocupa el Sillón del Chuno y Sillón del Colibrí. Históricamente, a mediados del siglo XX, los alcaldes de Chone fueron denominados Presidentes del Consejo Cantonal. De acuerdo con la actual vigente legislación ecuatoriana, el alcalde o alcaldesa de Chone, ipso iure, también adquiere la calidad de miembro en el consejo de su provincia asignada, es decir que se convierte jurídicamente en Consejero Provincial de Manabí.

## Sesión del Primer Cabildo Municipal de Chone
ACTA DE INSTALACION DEL PRIMER CABILDO DE CHONE

“En la parroquia de Chone, Cabecera del cantón de este nombre, a los veinte días del mes de diciembre del año mil ochocientos noventa y cuatro, día jueves, reunido en la sala de la Casa Municipal los señores Mariano Dueñas, Jefe Político del cantón y Marco A. Aray, Benito Santos, José Jacinto Cedeño, Apolinar Hidalgo y Manuel J. Mendoza, consejeros nombrados para este cantón, después de haber los últimos rendidos la promesa constitucional de una manera solemne, procedieron a instalar la Corporación que componen, de acuerdo a las disposiciones del Art. 36 de la Ley de elecciones, vigente, y para el efecto no habiéndose todavía designado el respectivo Presidente, Vicepresidente y Secretario de ella , acordaron que ínter esta circunstancia tuviere lugar, presidiera el señor Jefe Político y que actuara como secretario provisional el que habla, y así el señor Presidente declaró abierta la sesión. Se procedió a la votación de Presidente, Vicepresidente y Secretario, y se obtuvo de ello el siguiente resultado: para Presidente por mayoría de votos el señor Marco A. Aray; para Vicepresidente, también por mayoría el señor Benito J. Santos; y para secretario, por unanimidad, el mismo secretario provisional. Pasó el señor Presidente nombrado a presidir y continuar la sesión, e inmediatamente hizo al secretario rendir  la Promesa de Ley, para el desempeño de cargo desde este día, cargo que fue aceptado ofreciendo el legal y fiel desempeño de su cargo desde este día. Enseguida se procedió la elección  de todos los empleados que le es potestativo a la Corporación nombrar en todo el cantón, y de éste acto se obtuvo el resultado siguiente: para Alcaldes Municipales, 1.- El señor José Domingo Santistevan; 2.- El señor Manuel Ignacio Hidalgo; para sindico Municipal Principal; el señor Salomón Villavicencio, suplente el señor Joaquín Nevares; para Tesorero Municipal, el señor Nicolás Moreira; para Jueces Civiles de la parroquia de Chone, Principales: 1.- El señor Genaro Intriago, 2.- El señor Pedro Barberan, Suplentes, 1.- El señor Emilio Freile, 2.- El señor Segundo E. Cantos; para Jueces Civiles de la parroquia Canuto, Principales: 1.- El señor Agustín Zambrano, 2.- El señor Ricardo Zambrano, Suplentes: 1.- El señor Fenelón  Sabando; 2.- El señor Pablo Vera. Para Alguacil Principal Mayor del cantón, el señor Israel Zambrano; para defensor de Menores el señor José María Avilés Moncayo; para Defensor de Ausentes, el señor Isidro Freile; para Defensor de Obras Pías, el señor Francisco R. Navia; para Defensor de Herencias Yacentes, el señor José del Carmen Alava. Por último se acordó fijar los días que tendrán lugar la subestación pública de las rentas naturales del cantón, y quedaron señalados para el efecto los días 4, 5 y 6 de enero próximo.
No habiendo por hoy otro asunto qué tratar, señor presidente dio por terminada la sesión, cuya acta firma conmigo el secretario. Lo certifico.-

El Presidente.- (Fdo) M. A. Aray.- El secretario.- (Fdo) José Salazar”.

## Actividad económica
El cantón destaca especialmente en el sector agropecuario. La producción de lácteos es uno de sus pilares económicos más importantes, con una amplia red de ganaderos y pequeñas industrias dedicadas a la elaboración de queso, yogur y otros derivados. La fertilidad de sus tierras y el clima favorable permiten una producción constante de leche, que no solo abastece el mercado local, sino que también se distribuye a nivel regional. Esta actividad ha impulsado el desarrollo económico de la zona, generando empleo y fortaleciendo la identidad productiva de Chone.
El queso chonero goza de fama nacional y existen iniciativas para obtener la denominación de origen para el producto.